# Martin Spindler
Martin Spindler (* 1979 in Roding) ist ein deutscher Mathematiker.

## Leben
Nach dem Abitur am Joseph-von-Fraunhofer-Gymnasium Cham 1998 erwarb er das Diplom in Wirtschaftswissenschaften an der Universität Regensburg 2003, das Vordiplom in Mathematik an der Universität Regensburg 2005, das Diplom in Mathematik an der Universität München 2008 und die Promotion in Wirtschaftswissenschaften 2012 an der Universität München. Seit 2016 ist er Professor für Statistik und Ökonometrie an der Universität Hamburg.
Seine Interessengebiete sind Ökonometrie, Data Science und maschinelles Lernen, insbesondere die Kombination von maschinellem Lernen und kausaler Inferenz (Causal Machine Learning). Die Anwendungsgebiete sind Finance (Financial Forecasting and Planning, Risk Management), Versicherungen (u. a. Betrugserkennung), Marketing (Pricing, Ressourcenallokation, personalized marketing) und Gesundheitsökonomie.

## Schriften (Auswahl)
- Essays in econometrics. München 2012.
- mit Philipp Bach und Helmut Farbmacher: Semiparametric count data modeling with an application to health service demand. Hamburg 2017.
- mit Helmut Farbmacher und Heinrich Kögel: Heterogeneous effects of poverty on cognition. München 2019.